# Ceratochilus
Ceratochilus là một chi thực vật có hoa trong họ Orchidaceae.